# 椎谷建治
椎谷 建治（しいや けんじ、1947年3月16日 - 1997年3月27日）は、日本の俳優。本名同じ。
北海道釧路市出身。北海道釧路工業高等学校卒業。

## 来歴・人物
1970年代から90年代にかけての刑事ドラマや時代劇において、悪役としての出演作が多数ある。
70年代は日活ロマンポルノ映画でも活躍していた。椎谷 健二とクレジットされている作品もある。
1997年3月27日、耳下腺リンパ腺癌にて死去。50歳没。

## 所属事務所経歴
現代制作舎を経て、ライトハウスに所属していた。

## 出演

### 映画
- 狂気が彷徨う（1970年、シネマ・ヴォワイアン）
- やさぐれ刑事（1976年、松竹）
- 暴行!（1976年、日活）
- 「市井」より 本番（1977年、日活）
- 東京チャタレー夫人（1977年、日活）
- 肉体の門（1977年、日活）
- 果てしなき絶頂（1978年、日活）
- 高校大パニック（1978年、にっかつ）　- 渋谷彰
- 暴る!（1978年、日活）
- 女教師 汚れた噂（1979年、日活）
- 団鬼六 縄と肌（1979年、日活）
- 堕靡泥の星 美少女狩り（1979年、日活）
- 蘇える金狼（1979年、東映） - 栗原
- 戦争の犬たち（1980年、アサルトプロダクション）
- 月光仮面（1981年、日本ヘラルド映画）
- 子どものころ戦争があった（1981年、松竹）
- ジェラシー・ゲーム（1982年、日活）
- セカンド・ラブ（1983年、東映）
- 色ざんげ（1983年、日活）
- 友よ、静かに瞑れ（1985年、東映）
- またまたあぶない刑事（1988年、東映）-佐久間
- 極道の妻たち 最後の戦い（1990年、東映） - 弓削護
- 民暴の帝王（1993年、東映）
- ちぎれた愛の殺人（1993年、東京テアトル）
- これがシノギや!（1994年、イメージファクトリー・アイエム）

### テレビドラマ
- 怪奇大作戦 第22話「果てしなき暴走」（1969年、TBS / 円谷プロ） - 自動車整備士
- 特別機動捜査隊（NET / 東映） 
  - 第651話「姿なき脅迫者」（1974年） - 安西
  - 第683話「拝啓沖田総司さま」（1974年） - 建司
  - 第720話「待っている女」（1975年） - 健太
- 寺内貫太郎一家2 第14話（1975年、TBS）  - 戸田
- 白い牙 第6話「事件渡世・有光洋介」（1974年、NTV / 大映テレビ）
- 特捜記者 第10話「赤い髪の女」（1974年、KTV / 松竹）
- おしどり右京捕物車 第18話「燃（もえる）」（1974年、ABC / 松竹） - のっぽ
- プレイガールQ （12ch  / 東映） 
  - 第2話「禁じられた恋人」（1974年）
  - 第40話「暴力刑事罷り通る」（1975年）
  - 第44話「女は裸で燃え上がる」（1975年） - 大崎
  - 第52話「可愛い裸を狙い撃ち!!」（1975年） - 記者
- 破れ傘刀舟悪人狩り 第3話「八州狼狩り」（1974年、NET / 三船プロ）
- 座頭市物語 第15話「めんない鴉の祭り唄」（1975年、CX / 勝プロ） - 寅七
- 太陽にほえろ!（NTV / 東宝）
  - 第167話「死ぬな! テキサス」（1975年） - 渡辺隆夫
  - 第228話「目撃者」（1976年） - 山田良介
  - 第246話「赤ちゃん」（1977年） - 木内民男
  - 第282話「婚約指輪」（1977年） - 伊藤春夫
  - 第303話「お人好し」（1978年） - 三木
  - 第328話「待ち合わせ」（1978年） - 水島
  - 第333話「刑事の約束」（1978年） - 吉井武春
  - 第367話「跳べ! スニーカー」（1979年） - 角田
  - 第469話「東京・鹿児島・大捜査線」（1981年） - 尾形勲
  - 第548話「金曜日に会いましょう」（1983年） - 西川崎高校サッカー部監督
  - 第597話「戦士よさらば・ボギー最後の日」、第598話「戦士よ眠れ・新たなる闘い」（1984年） - 橋田稔
  - 第680話「陽ざしの中を」（1986年） - 辻井（小原真智子の婚約者）
- Gメン'75 第24話「二人組警官ギャング」（1975年、TBS / 東映） - 潮興業の組員
- 劇画シリーズ 紅い花（1976年、NHK）
- 連続テレビ小説 / 雲のじゅうたん 第87話（1976年、NHK）
- 白い秘密（1976年 - 1977年、TBS） - 山本吾郎（水野運送の2トントラック運転手）
- いろはの"い" 第22話「友情」（1977年、NTV / 東宝） - 桜井
- 特捜最前線（ANB / 東映）
  - 第24話「金沢・さすらいの女ひとり」（1977年）
  - 第32話「殉職・涙と怒りの花一輪」（1977年）
  - 第62話「ラジコン爆弾を背負った刑事!」（1978年）
  - 第164話「再会・容疑者は刑事の妹!」（1980年） - 川田
  - 第206話「アイドル歌手恐喝事件!」（1981年）
  - 第234話「リンチ経営塾・消えた父親たち!」（1981年）
  - 第254話「海に消えた婦人警官」（1982年） - 朝倉
  - 第337話「哀歌をうたう女!」（1983年） - 西岡健二
  - 第499話「退職刑事船村・鬼」、第500話「退職刑事船村II・仏」（1987年） - 佐川
- 大河ドラマ（NHK）黄金の日日（1978年） - 野盗
- 新・座頭市 第2シリーズ 第9話「まわり燈篭」（1978年、CX / 勝プロ）
- 大都会 PARTIII（NTV / 石原プロ）
  - 第7話「逃亡の滑走路」（1978年） - 有田リョウ
  - 第33話「最後通告」（1979年） - 仲根武
- 大空港 （CX / 松竹）
  - 第16話「特捜部対ヤクザ女医三森亜矢子が敵の手に!」（1978年） - 羽根木組構成員
  - 第67話「流血の荒野を走れ!特捜VS地下組織VS暴走族」（1980年） - 暴走族リーダー
  - 第77話、第78話「空港特捜部よ、永遠に!（前篇、後篇）」（1980年） - 本間（国際犯罪連合リーダー）
- 土曜ワイド劇場（ANB）
  - 京都殺人案内 第1作「花の棺」（1979年、ABC / 松竹） - 中沢記者
  - 考古学者シリーズ 第12作「美人外科医殺し」（1991年、近代映画協会） - 黒沼事務長
  - タクシードライバーの推理日誌 第1作「殺人化粧の女」（1992年） - 吉岡
  - 夜の街殺人事件 銀座 - 水上温泉 湯けむりに消えた女 上越新幹線とき460号に乗ったのは?（1992年、東宝）
- 探偵物語（1979年、NTV / 東映ビデオ）
  - 第4話「暴力組織」 - 沼田
  - 第15話「脅迫者」 - 中尾
- 噂の刑事トミーとマツ（TBS / 大映テレビ）
  - 第1シリーズ
    - 第4話「女ごころvs迷コンビ」（1979年） - 野口正一
    - 第14話「愛の酔拳オソ松失恋の恐怖」（1980年） - 鳴海次郎
    - 第40話「OH NO! 悪い予感は必ず当る」（1980年） - 沼田広行
    - 第63話「悪党め! ちん兵器で御用だ!!」（1981年） - 谷川

  - 第2シリーズ（1982年）
    - 第8話「漁港の決闘! 決ったトミーの鯨突き」 - 安藤
    - 第22話「トミマツ呆然! 課長必殺の突撃」 - オニケンの舎弟
    - 第29話「大ピンチ! 恋した男は変身できぬ?」 - 山田
- 西部警察シリーズ（ANB / 石原プロ）
  - 西部警察
    - 第10話「ホットマネー攻防戦」（1979年） - 三星商事幹部社員
    - 第24話「獅子に怒りを!」（1980年） - 田崎良一
    - 第33話「聖者の行進」（1980年） - 辺見健一
    - 第45話「大激走! スーパーマシン」（1980年） - 永井一郎
    - 第60話「男の子守唄」（1980年） - 村岡勇治
    - 第77話「38時間の戦慄」（1981年） - 辻本精治
    - 第88話「バスジャック」（1981年） - 坂本勇一
    - 第95話「刑事の夜明け」（1981年） - 宮地浩三

  - 西部警察 PART-II 第11話「大激闘!! 浜名湖決戦 -静岡・後篇-」（1982年） - 大塚隆良
  - 西部警察 PART-III 特番「燃える勇者たち」（1984年） - 沖
- 大捜査線 第4話「傷ついた野獣」（1980年、NTV / ユニオン映画）
- 3年B組金八先生 第1シリーズ 第21話「受験戦争に消えた命」（1980年、TBS） - 新聞記者
- 大激闘マッドポリス'80 第11話「爆殺マシーン」（1980年、NTV / 東映） - 沢木和彦
- 大江戸捜査網（12ch→TX / 三船プロ→ヴァンフィル）
  - 第460話「女忍者傷だらけの復讐」（1980年） - 義三
  - 第474話「明日を夢見る浮草の女」（1980年） - 橋田伊之介
  - 第547話「大乱戦 獲物を狙う小悪魔」（1982年） - 高川一之進
  - 第564話「新登場 炎のおんな隠密」（1982年） - 百瀬
  - 第575話「炎の誘惑 爆弾魔を斬れ」（1982年） - 秀松（宗悦）
  - 第615話「新隠密登場! つばくろの茜」（1983年）
  - 第634話「俺も男だ! 落ちこぼれ親父」（1984年） - 伊吹
  - 新 大江戸捜査網 第10話「涙の子連れ犯科帳」（1984年） - 向井
- 必殺シリーズ（ABC / 松竹）
  - 必殺仕事人 第62話「恨み技悲愁稲妻刺し」（1980年） - 角倉源八郎
  - 新・必殺仕事人 第43話「主水表の仕事に熱中する」（1982年） - 晋吉（殺し屋）
  - 必殺仕事人III 第10話「子供にいたずらされたのは主水」（1982年） - 真辺紳之進
  - 必殺仕事人IV 第34話「主水 失神する」（1984年） - 平木新十郎
  - 必殺仕切人 第4話「もしも狼男が現れたら」（1984年） - 雅之進
  - 必殺仕事人V・風雲竜虎編 第10話「子連れ女 殺し旅」（1987年） - 佐吉
  - 必殺仕事人・激突! 第10話「主水、出勤日数をごまかす」（1991年） - 清六
- 闇を斬れ 第7話「女色男色乱れ僧」（1981年、KTV / 松竹） - 千代松
- プロハンター（1981年、NTV / セントラル・アーツ）
  - 第9話「怪盗VS探偵」
  - 第21話「殺人志願」
- 江戸の用心棒 第20話「闇の夜の襲撃」（1981年、CX / 東宝 / 映像京都）
- 文吾捕物帳 第19話「犯された女の復讐」（1982年、ANB / 三船プロ）
- ザ・ハングマンシリーズ（ABC / 松竹芸能）
  - ザ・ハングマンII 第2話「女王がなめた苦い水」（1982年） - 沢木
  - 新ハングマン 第4話「兵隊を密輸する悪ガードマン会社」（1983年） - 傭兵部隊サブリーダー
  - ザ・ハングマン4 第3話「若い身体から内臓が奪われる!」（1984年） - ローンズクロー社員
- あいつと俺 第11話「五千万円掠奪作戦 -横浜-」（1984年、TX / 勝プロ） ※1980年制作
- 土曜グランド劇場 / 事件記者チャボ! 第13話「チャボが怒ったらこわいぞ…」（1984年、NTV / ユニオン映画） - 八木
- 金曜ドラマ / くれない族の反乱（1984年、TBS） - スナックマスター
- 流れ星佐吉 第18話「とんだ情けの大道中」（1984年、KTV / 松竹）
- 暴れ九庵 第15話「下駄が落した愛」（1985年、KTV / 東宝） - 津田
- 私鉄沿線97分署（ANB / 国際放映）
  - 第33話「心のシグナルが見えますか?」（1985年） - 沢井庄一
  - 第87話「パッと花咲け! ヤッチャン親父!」（1986年） - 権藤拓也
- 向田邦子新春スペシャル / 女の人差し指（1986年、TBS / カノックス）
- セーラー服反逆同盟 第5話「学園、幽霊現わる!」（1986年、NTV / ユニオン映画） - 亀井
- 長七郎江戸日記 第1シリーズ 第110話「寺子屋ぎらい」（1986年、NTV / ユニオン映画） - 喜久蔵
- 誇りの報酬 第35話「ビッグマグナムは眠らない」（1986年、NTV / 東宝） - 片山
- あぶない刑事シリーズ（NTV / セントラル・アーツ）
  - あぶない刑事
    - 第12話「衝動」（1986年） - 富岡健一
    - 第30話「黙認」（1987年） - 佐々木

  - もっとあぶない刑事 第6話「波乱」（1988年） - 宮田シゲル
- 火曜サスペンス劇場（NTV）
  - 名無しの探偵 第3作「愛の復讐（リヴェンジ）女の化粧は犯罪の匂い!」（1987年） - 矢崎
  - 夢を喰う男（1990年、東北新社）
  - 魔の視線（1992年）
  - 刑事・鬼貫八郎 第1作「死びとの座」（1993年、国際放映） - 警視庁中野署刑事課刑事
- 銭形平次 第23話「五年ぶりの給金」（1987年、NTV / ユニオン映画） - 猪之吉
- ベイシティ刑事 第3話「グッドバイわが愛しき友よ!」（1987年、ANB / 東映）
- 六本木ダンディーおみやさん 第3話「奥さん刑事が離婚を決めたひき逃げ事件」（1987年、ABC / アズバーズ）
- あきれた刑事（NTV / セントラル・アーツ）
  - 第5話「逃亡遊戯」（1987年） - 西海運・幹部
  - 第14話「女課長の甘いワナ」（1988年） - 整理屋グループのボス
- 年末時代劇スペシャル / 田原坂（1987年、NTV / ユニオン映画）
- はぐれ刑事純情派（ANB / 東映）
  - 第1シリーズ 第8話「赤い花が殺人を告発する」（1988年）
  - 第4シリーズ 第2話「夫を警察に売った人妻」（1991年） - 松田米太郎
  - 第6シリーズ 第9話「コンビニ強盗・噂で強請られた女」（1993年） - 西沢邦夫
- さすらい刑事旅情編（ANB / 東映）
  - さすらい刑事旅情編 第4話「新特急谷川・約束の2番ホーム」（1988年）
  - さすらい刑事旅情編IV 第13話「深夜の密会・刑事を愛した悪女」（1992年） - 北川修造
- 続・三匹が斬る! 第15話「箱根路は、湯煙り立って鬼退治」（1989年、ANB / 東映） - 源次
- ハロー!グッバイ 第17話「となりのオンナ刑事」（1989年、NTV / 東宝）
- 月影兵庫あばれ旅 （TX / 松竹）
  - 第1シリーズ 第3話「蔭で糸引く奴の顔」（1989年） - 深井修之亮
  - 第2シリーズ 第7話「身がわり弁之介」（1990年） - 藤岡玄蕃
- 鬼平犯科帳（CX / 松竹）
  - 第1シリーズ 第21話「敵」（1990年） - 富治
  - 第2シリーズ 第17話「春の淡雪」（1991年） - 日野の銀太郎
  - 第4シリーズ 第19話「おしゃべり源八」（1993年） - 日妻の文造
- 刑事貴族 第9話「その時、哀しみの時が過ぎた」（1990年、NTV / 東宝） - 戸川組組長
- 幕府お耳役檜十三郎 第12話「殺しの絵図の裏のウラ」（1991年、TX / 松竹）
- 12時間超ワイドドラマ / 天下の副将軍水戸光圀 徳川御三家の激闘（1992年、TX） - 幡随院長兵衛
- 俺たちルーキーコップ 第4話「大飛躍」（1992年、TBS / セントラル・アーツ）
- 裏刑事-URADEKA- 第2話「裏切られた女」（1992年、ANB / 松竹）- 拓殖（衆議院議員・東堂健次郎 懐刀）
- 豆腐屋直次郎の裏の顔 第1回「ダーリンは強盗がお上手」（1992年7月7日、朝日放送 / アズバーズ） - 渡辺
- お助け同心が行く! 第3話「黒天狗現る!」（1993年、TX / G・カンパニー） - 火盗改同心
- 月曜ドラマ・イン / 湘南女子寮物語（1993年、ANB）
- 付き馬屋おえん事件帳 第2シリーズ 第2話「雨に消えたおいらん」（1993年、TX / 松竹）
- 闇の狩人（1994年、TX / 松竹） - 土原の新兵衛
- 江戸を斬るVIII 第11話「命を賭けた御用旅」（1994年、TBS / C.A.L） - 疾風の銀七
- 静かなるドン 第6話「三代目の怒り爆発」（1994年、NTV / 光和インターナショナル） - 田所
- 名奉行 遠山の金さん（ANB / 東映）
  - 第6シリーズ 第8話「上方女の真剣勝負」（1994年） - 鬼平次
  - 第7シリーズ 第4話「妖怪現わる! 標的は遠山桜」（1995年） - 玄蔵
- 御家人斬九郎 第1シリーズ 第3話「姉の宿下り」（1995年、CX / 映像京都）- 沢口源五右衛門
- 暴れん坊将軍VI 第14話「伊賀者一代血の詫び状」（1995年、ANB / 東映） - 多助
- 銭形平次 第5シリーズ 第8話「暗黒街の女」（1995年、CX） - 乙松
- 刑事追う! 第21話「発砲」（1996年、TX / 東映）

### オリジナルビデオ
- 俺達は天使じゃない（1993年、SHSプロジェクト）
- となりの凡人組3（1994年、ケイエスエス）
- おんな必殺! 女肌衣堕（1995年、ピンクパイナップル）
- 女囚拷問責め（1998年、ジャンク）